# ناغين (مسلسل)
ناغين (وتعني : أفعى أنثى) هو مسلسل تلفزيوني خيالي هندي أنتجته إيكتا كابور بواسطة شركة (Balaji Telefilms).  يتتبع المسلسل حياة المرأة حية متغيرة الشكل. في كل موسم، يحارب هؤلاء الثعابين الشر ويحافظون على المصدر النهائي للسلطة.
عرض الموسم الأول لأول مرة في 1 نوفمبر 2015 وانتهى في 5 يونيو 2016 بعد 62 حلقة.  قام ببطولته موني روي وأرجون بيجلاني وآدا خان وسودها شاندران وأصبح واحد من أعلى المسلسلات تصنيفا في التلفزيون الهندي.
تم بث الموسم الثاني في الفترة من 8 أكتوبر 2016 إلى 25 يونيو 2017 مع 75 حلقة حيث قام ببطولته موني روي ،كارانفير بوهرا ،آدا خان ،سودها شاندران وآشكا كوراديا مع موني روي في ظهور خاص ممتد.
تم بث الموسم الثالث من 2 يونيو 2018 إلى 26 مايو 2019، مع 103 حلقات. قام ببطولته سوربي جيوتي ، بيرل في بوري، أنيتا حسنانداني، راجات توكاس وراكشاندا خان، مع كاريشما تانا في ظهور خاص ممتد.
بث الموسم الرابع مع عنوان جديد (أنثى الأفعى: لعبة القدر السامة) لأول مرة في 14 ديسمبر 2019. قام ببطولته نيا شارما ، جاسمين بهاسين ، سايانتاني غوش ، فيجاييندرا كومريا ، أنيتا حسنانداني ورشامي ديساي.
عرض الموسم الخامس من 9 أغسطس 2020 إلى 6 فبراير 2021. قام ببطولته سوربي شاندنا ، شاراد مالهوترا، موهيت سيجال.
عرض الموسم السادس لأول مرة في 12 فبراير 2022. وكان من بطولة تيجاسوي براكاش ، سيمبا ناجبال ، ميهيك شاهال. بمفهوم جديد وليس قصة حب انتقام مثل المواسم السابقة. قصة الموسم السادس مستوحاة من جائحة COVID-19، وهو يصور مجموعة من الأبطال الخارقين الذين يقاتلون لإنقاذ البلاد من حرب بيولوجية.

## الأجزاء
| الأجزاء | الأجزاء | الحلقات | البث الأصلي (الهند) | البث الأصلي (الهند) |
| الأجزاء | الأجزاء | الحلقات | أول بث              | اخر بث              |
| ------- | ------- | ------- | ------------------- | ------------------- |
|         | 1       | 62      | 1 نوفمبر 2015       | 5 يونيو 2016        |
|         | 2       | 75      | 8 أكتوبر 2016       | 25 يونيو 2017       |
|         | 3       | 103     | 2 يونيو 2018        | 26 مايو 2019        |
|         | 4       | 37      | 14 ديسمبر 2019      | 9 أغسطس 2020        |
|         | 5       | 52      | 9 أغسطس 2020        | 2 مايو 2021         |
|         | 6       | 8       | 12 فبراير 2022      | 9 يوليو 2023        |

### التقييمات
في أسبوع إطلاقه تصدر الفيلم التقييمات.  أثبت الموسم الأول من المسلسل نجاحه الكبير. كما تصدّر الموسم الثاني مخطط التقييمات في أسبوع إطلاقه واستمر في ذلك. مثل الموسمين الأولين، تصدّر الموسم الثالث أيضًا جدول التقييمات في أسبوع إطلاقه واستمر في ذلك لعدة أشهر، ولكن عندما تم تمديد الموسم الثالث في فبراير 2019 ، فقد الموسم مكانته المتصدره في التقييمات وحتى خرج من مخططات التقييم بأكمله في الخمسة الأوائل لعدة أشهر لكنه استعاد مركزه الأعلى في الأسبوع الماضي آنذاك.  تصدّر الموسم الرابع جدول التقييمات في أول أسبوع من بثه.

## قصة

### الموسم الأول
تبدأ القصة بالمعبد الذي بجوار القصر الذي يعيش به عائلة راهيجا وبيوم ما ذهب انكوش راهيجا إلى المعبد هو أصدقائه وسرقوا جوهرة المبعد الثيمنة وقتلوا الحراس المبعد وهم افاعي متحولة لبشر ثم بعد مرور عشرين عاما، عادت أبنتهم لتنتقم من عائلة راهيجا واصدقائه الذين قتلوا والديها.

### الموسم الثاني
شيفانيا وريتيك أنجبو فتاة اسمها شيفانجي وهي أفعى متحولة ثم يشاء القدر ان يجعلها تلتقي بروكي أبن يامني ويقعون في حب بعض من أول نظرة، وشيفانيا توافق على هذا الحب دون أن تعلم ان روكي هو أبن يامني لكنه بالحقيقة لا يُقرب لها ابداً، بنفس الوقت تحاول شيفانيا ان تعيش أبنتها شيفانجي كأنسانة ولا تكن أفعى متحولة، يخبرها الحكيم أن يجب ان تتزوج شيفانجي قبل ان تتم الخامسة والعشرون من عمرها حتى لا تتحول لأفعى وتبدأ الاحداث.

### الموسم الثالث
تبدأ الاحداث حيث بعض الشبان الفاسدين حاولوا الاعتداء على روهي وهي أفعى متحولة ولأجل إنقاذها تدخل حبيبها الثعبان فيكرانت ولكن ينتهي به الموت، ادي هذا لحقد روهي وسيعها للانتقام.

### الموسم الرابع
الافعى مانياتا تتخلى عن قوتها لتتزوج بحبيبها كيشاف، لتمر عليها الأيام وتحلى عليها لعنة لتجد نفسها فاقدة زوجها لأهداف البشر الطامعين ثم تقرر السعى للانتقام.

## روابط خارجية
- مقالات تستعمل روابط فنية بلا صلة مع ويكي بيانات